# Alligator Sky
Alligator Sky är en låt av den amerikanska musikern Owl City (Adam Young). Låten sjungs av Young själv och rapparen Shawn Chrystopher. Det är den första singeln från Owl Citys kommande album All Things Bright And Beautiful. Låten släpptes på Itunes den 12 april 2011. Det finns två versioner, en där Adam Young sjunger och Shawn Chrystopher rappar, och en soloversion där endast Young sjunger.

## Musikvideo
Musikvideon till Alligator Sky har premiär den sjätte maj. Både Adam Young och Shawn Chrystopher är med i videon.

## Låtlista
1. "Alligator Sky" - (feat. Shawn Chrystopher)

## Listplaceringar
"Alligator Sky" nådde #5 på Bubbling Under Hot 100 Singles-listan.